# Szałas (gromada)
Szałas – dawna gromada, czyli najmniejsza jednostka podziału terytorialnego Polskiej Rzeczypospolitej Ludowej w latach 1954–1972.
Gromady, z gromadzkimi radami narodowymi (GRN) jako organami władzy najniższego stopnia na wsi, funkcjonowały od reformy reorganizującej administrację wiejską przeprowadzonej jesienią 1954 do momentu ich zniesienia z dniem 1 stycznia 1973, tym samym wypierając organizację gminną w latach 1954–1972.
Gromadę Szałas z siedzibą GRN w Szałasie utworzono – jako jedną z 8759 gromad na obszarze Polski – w powiecie kieleckim w woj. kieleckim, na mocy uchwały nr 13c/54 WRN w Kielcach z dnia 29 września 1954. W skład jednostki weszły obszary dotychczasowych gromad Szałas, Kucębów, Kopcie i Długojów ze zniesionej gminy Samsonów w tymże powiecie. Dla gromady ustalono 17 członków gromadzkiej rady narodowej.
29 lutego 1956 z gromady Szałas wyłączono oddziały Nr Nr 5–7, 19–23, 36–40, 51–53, 63–67 i 76–85 nadleśnictwa Samsonów, włączając je do gromady Samsonów w tymże powiecie.
Gromadę zniesiono 31 grudnia 1959, a jej obszar włączono do gromady Samsonów (wieś Długojów) oraz do nowo utworzonej gromady Kucębów (pozostały obszar) w tymże powiecie.